# Dryas iulia
Dryas iulia är en fjärilsart som beskrevs av Fabricius 1775. Dryas iulia ingår i släktet Dryas och familjen praktfjärilar. Inga underarter finns listade i Catalogue of Life.

## Bildgalleri

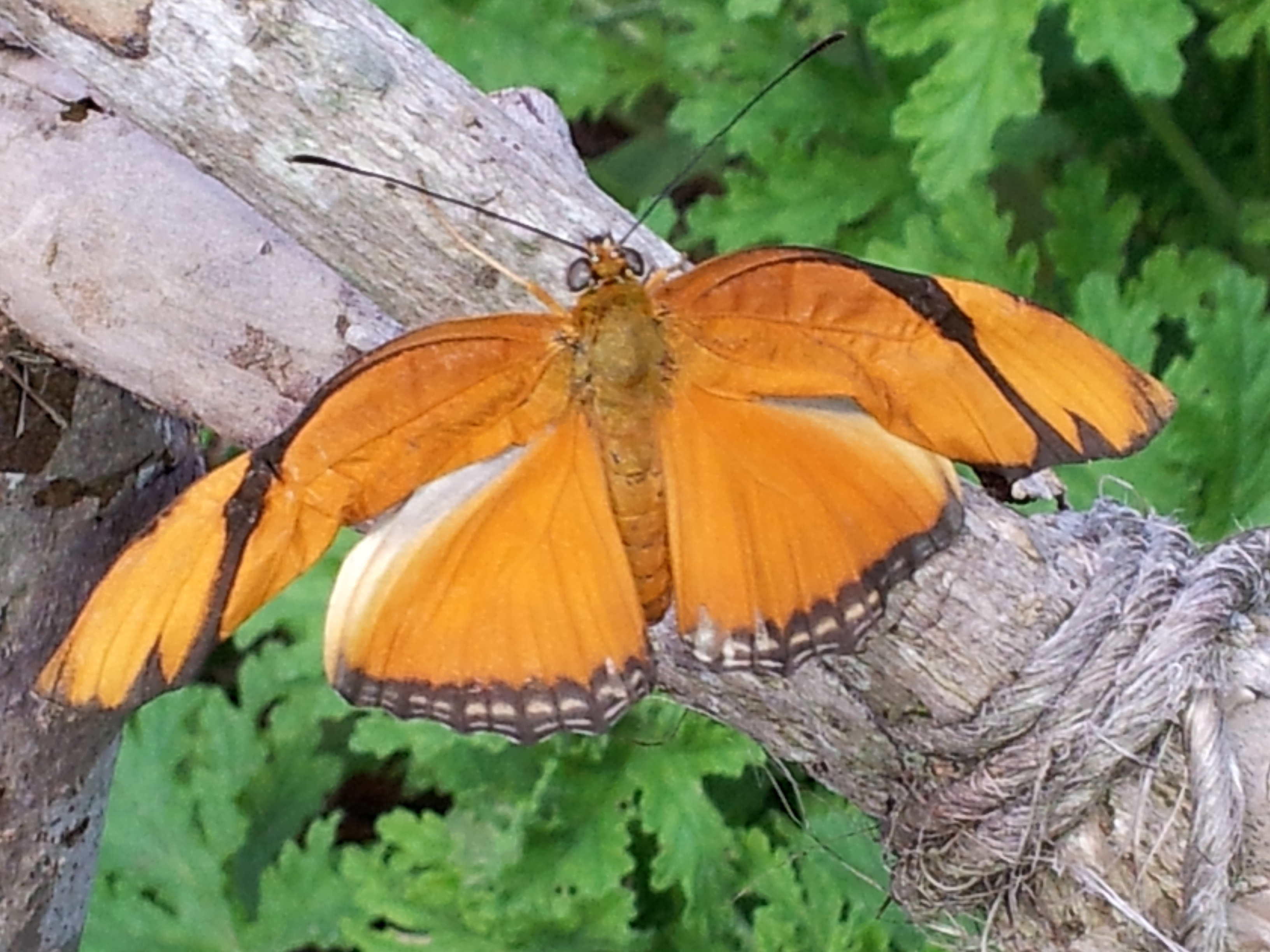
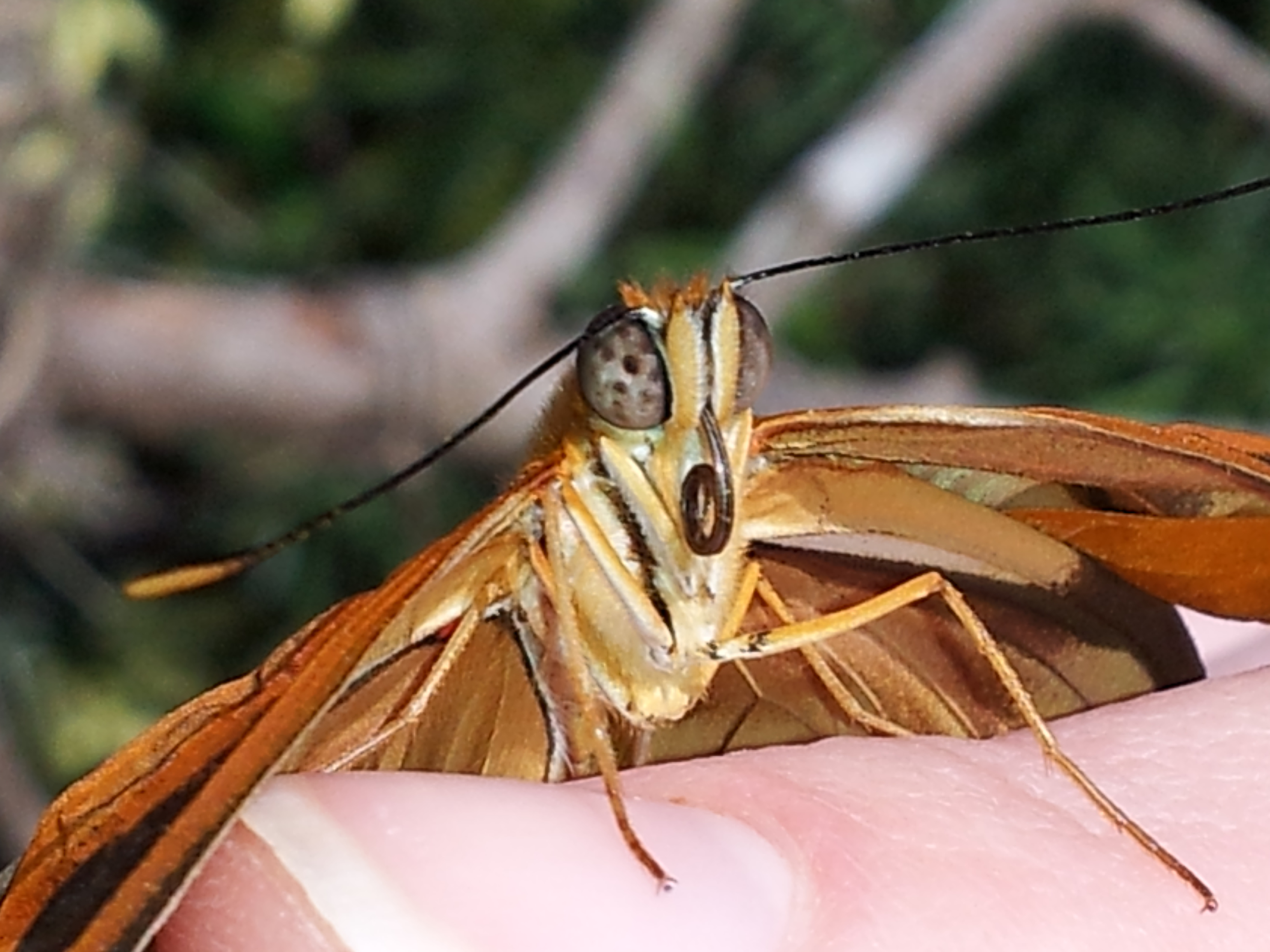
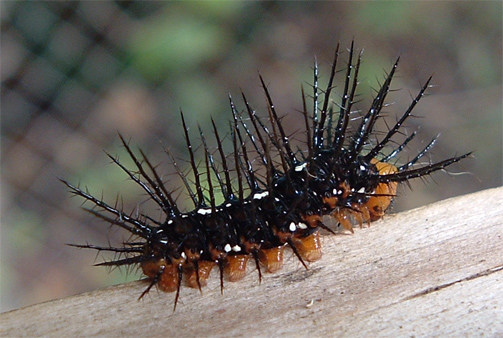
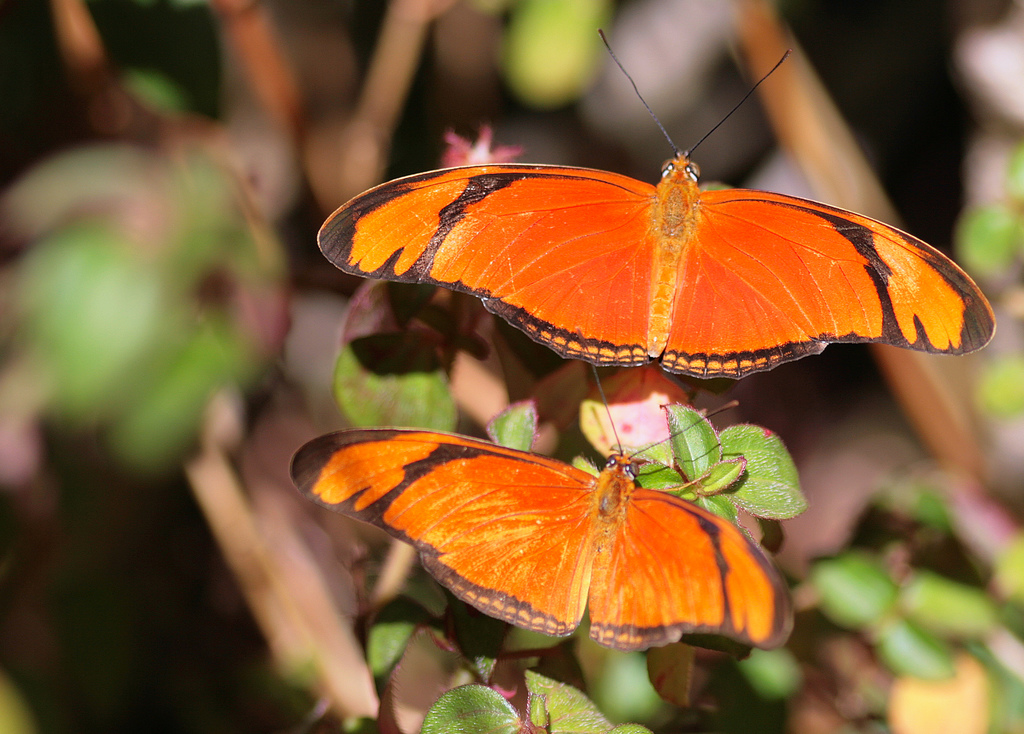
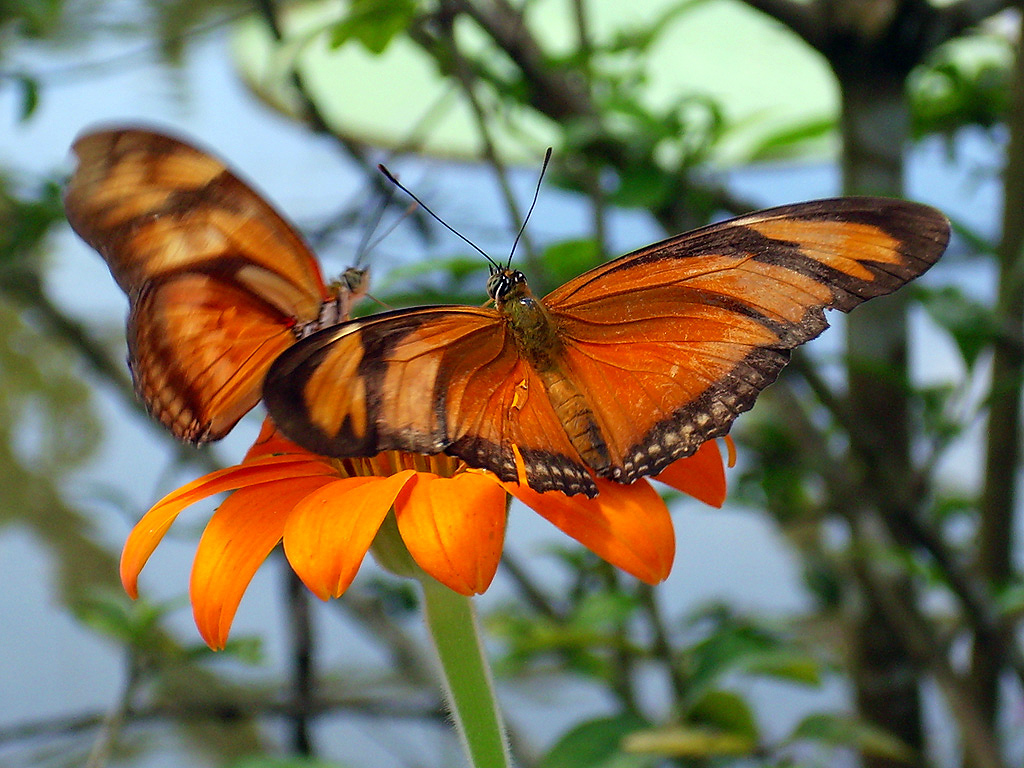
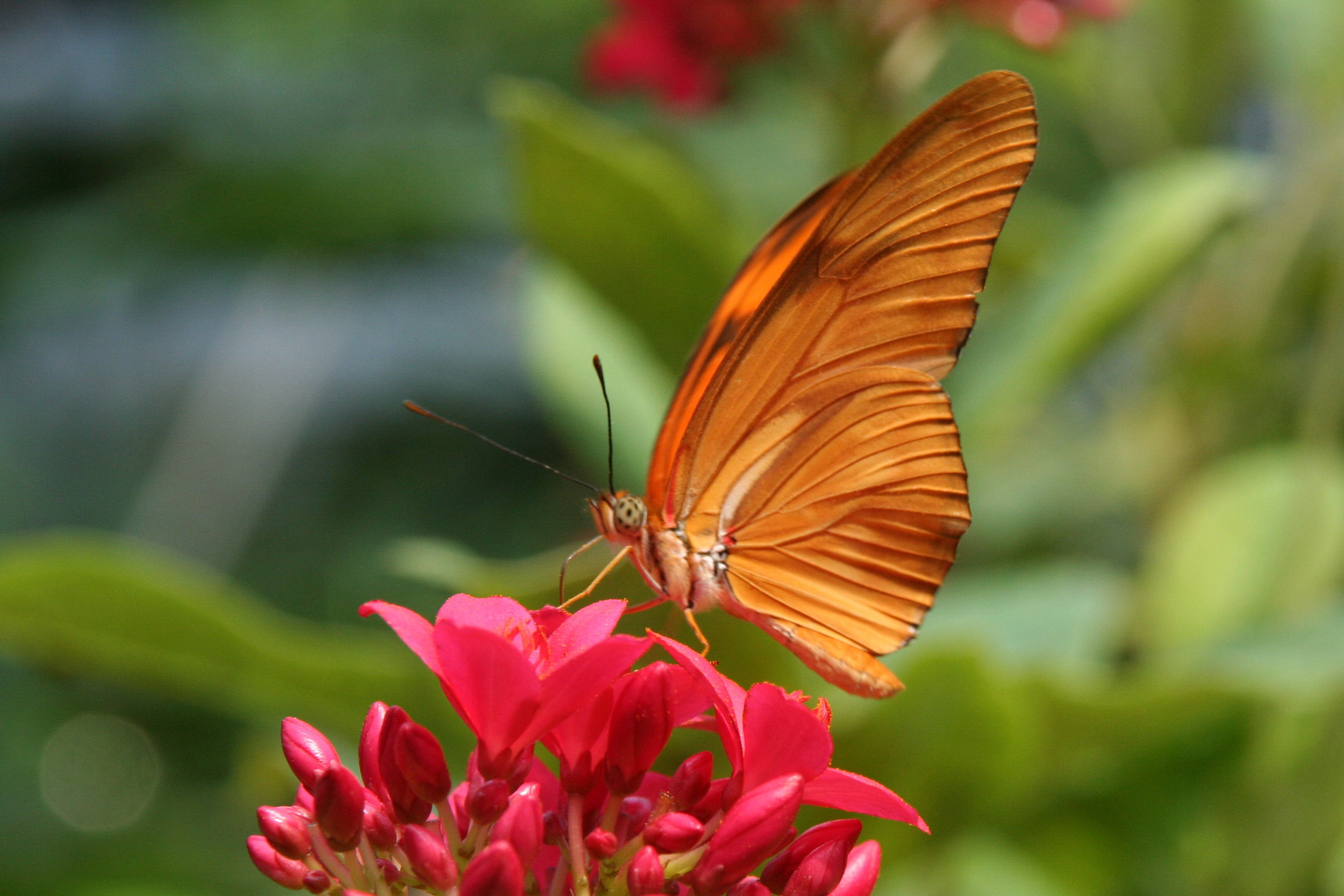